# Vetka
Vetka (vitryska: Ветка) är en stad i Belarus.   Den ligger i voblasten Homels voblast, i den östra delen av landet, 290 km sydost om huvudstaden Horad Mіnsk. Vetka ligger 125 meter över havet och antalet invånare är 8 340.

## Natur och klimat
Terrängen runt Vetka är mycket platt. Runt Vetka är det glesbefolkat, med 10 invånare per kvadratkilometer.. Närmaste större samhälle är Homel, 19,5 km sydväst om Vetka.
Trakten runt Vetka består till största delen av jordbruksmark.